# Nathan Lerner
Nathan Lerner (1913 – 1997) è stato un fotografo statunitense di Chicago, che con il suo lavoro ha contribuito a definire l'immagine della sua città.
Scoprì il lavoro di Henry Darger, poco prima della sua morte.